# Germaria sesiophaga
Germaria sesiophaga là một loài ruồi trong họ Tachinidae.